# 亞采紐克第一屆內閣
2014年2月27日，乌克兰尊严革命后，以阿爾謝尼·亞采紐克为首的第一届政府成立。该内阁由全烏克蘭祖國聯盟、乌克兰民主改革联盟和乌克兰全烏克蘭聯盟「自由」（又稱自由黨）、經濟發展黨和人民意志等多個黨派的议会派系以及一些无党派议员组成。2014年7月24日，民主改革联盟、自由党和19名無黨籍议员退出执政联盟，为2014年10月底提前举行的議會選舉铺路。总理亚采纽克同日宣布辞职。但最高拉達于2014年7月31日拒绝了他的辞职请求。
2014年10月26日2014年烏克蘭議會選舉結束後，亞采紐克第二屆內閣成立。